# Walter Scott, I conte di Buccleuch
Walter Scott, I conte di Buccleuch (1606 – Londra, 20 novembre 1633) è stato un nobile scozzese.

## Biografia
Figlio di Walter Scott, I lord Scott di Buccleuch e di sua moglie Mary Kerr, Walter sposò lady Mary Hay, figlia di Francis Hay, IX conte di Erroll e di sua moglie Elizabeth Douglas, attorno al 15 ottobre 1616, matrimonio dal quale la famiglia Scott ricavò una dote di 20.000 merks scozzesi. Egli succedette al padre come Lord Scott di Buccleuch il 15 dicembre 1611 e venne creato conte di Buccleuch, col titolo sussidiario di barone Scott di Whitchester ed Eskdaill il 16 maggio 1619.
Egli fu comandante di un reggimento in servizio nei Paesi Bassi nel 1627 contro gli spagnoli. Morì il 20 novembre 1633 a Londra ma non venne sepolto ad Hawick sino all'11 giugno 1634 dal momento che la nave che stava riportando il suo corpo era stata portata in Norvegia da una fortissima tempesta.